# Cnemoplites howei
Cnemoplites howei är en skalbaggsart som först beskrevs av Thomson 1864.  Cnemoplites howei ingår i släktet Cnemoplites och familjen långhorningar. Inga underarter finns listade i Catalogue of Life.